# Pierrette Cornelie Bolle
Pierrette Cornelie Bolle (Rotterdam, 10 juli 1893 - Semarang, kamp Lampersari-Sompok, 28 januari 1945) was een Nederlandse botanicus en fytopatholoog. Zij werd geboren als dochter van de Rotterdamse uitgever en boekhandelaar Daniel Manta Pierre Bolle en Cornelia Johanna Koster. Bolle heeft zeer veel publicaties op haar naam staan.

## Opleiding en werk
Pierrette Cornelie Bolle, roepnaam Retti of Rettie, bezocht van 1910 tot in 1916 het Erasmiaans Gymnasium in Rotterdam. In de derde, vierde en vijfde klas had zij hier les van de classicus en dichter J.H. Leopold. Daarna studeerde zij aan de Universiteit Utrecht af als fytopatholoog bij professor Johanna Westerdijk. Bolle promoveerde in 1924 tot doctor in de wis- en natuurkunde op het proefschrift Die dürch Schwärzepilze (Phaeodictyae) erzeugten Pflanzenkrankheiten.
In 1924-1925 werkte Bolle als assistent bij het Centraal Bureau voor Schimmelcultures in Baarn. In de periode daarna bestreed zij plantziekten op suikerplantages in Nederlands-Indië, aanvankelijk op het onderzoeksstation in Cheribon en later op het landbouwdepartement in Pasoeroean.

## Publicaties (selectie)
- 1936. Rietziekten in Australië: reisverslag. 52 pp.
- 1935. Rapport van een studiereis naar Australië, augustus-september 1935. 27 pp.
- 1924. Die dürch Schwärzepilze (Phaeodictyae) erzeugten Pflanzenkrankheiten. Ed. N. v. Lithotyp. 77 pp.

## Overlijden
Bolle is op 28 januari 1945 overleden in het Jappenkamp Lampersari-Sompok in Semarang. Op haar oude school, het Erasmiaans Gymnasium in Rotterdam, wordt zij nog elk jaar herdacht tijdens de Erasmiaanse Dodenherdenking.